# Lamentation for civilization (you choose which one...)
lamentation for civilization (you choose which one...), pełna nazwa – „Forbidden Archaeology (Opus 2,2) – lamentation for civilization (you choose which one...)” – mini album formacji muzyczno-teatralnej Teatr Tworzenia – J. Pijarowskiego, opublikowany w 2024 roku (oficjalna premiera 14.09.2024). Album jest drugą częścią sagi zatytułowanej: Forbidden Archaeology. Zarejestrowany został w latach: 2022–2024 w Bydgoszczy, oraz w Wojkowicach (MaQ Records Studio). Autorem koncepcji i scenariusza jest J. Pijarowski, który odpowiada również za reżyserię, udźwiękowienie, mix i produkcję audio i video. Obróbce dźwiękowej materiał poddano w londyńskim studiu autora.

## Lista utworów
- 1.1 in time – insider – 1:24
- 1.2 throughout – 1:11
- 1.3 lamentation for civilization (YOU Know... Which One) – 5:09
- 1.4 E-Creatures MindEraser (civilizationTheStroyer) – 6:46
- 1.5 the Last Breath – 0:06
- 1.6 off – 0:58
- 1.7 the WORMHOLE (The Road 2 Nibiru 5) – 3:59
- 1.8 LAST EXIT FOR THE LOST – 1:48
- 1.9 a new… HOPE – 1:03
- 1.10 the hidden TRUTH – 0:04
- 1.11 the stolen … (Sens TWOJEGO Istnienia) – (brak czasu, brak utworu)

Źródło: Discogs.com.

## Muzycy i artyści biorący udział w projekcie
Muzykę przygotowali:
- Jarosław Pijarowski, Józef Skrzek, grupa Kontagion wraz z J. Pijarowskim, Piotr Lekki, Karol Korniluk, Ryszard Lubieniecki.

instrumentarium:
- akordeon: Ryszard Lubieniecki[3]
- instrumenty strunowe: Piotr Lekki, Jarosław Pijarowski, Karol Korniluk, Damian Bednarski (Kontagion), Łukasz Pieszczyński (Kontagion), Rafał Zmarzly (Kontagion)
- instrumenty progresywne i syntezatory: Józef Skrzek, Jarosław Pijarowski
- instrumenty perkusyjne: Tomasz Madej (Kontagion)

wokale: Józef Skrzek, Jarosław Pijarowski, grupa Kontagion, Monika Litwin-Dyngosz, Wojciech Dyngosz
Źródło: Discogs.com.

## Realizatorzy dźwięku
- Jarosław Toifl – realizacja w MaQ Records Studio[4]
- Jakub Pacanowski – realizacja wokaliz w Bydgoszczy[5]
- Michał Rosicki – realizacja w MaQ Records Studio[6]
- Jarosław Pijarowski – realizacja i mix – London Entertainment Studio (Londyn, Wielka Brytania)[7]
- Mastering: Brain Active Records & Yacobrecords.com[8]

## Okładka
Okładka drugiej części cyklu zaprojektowana została przez J. Pijarowskiego na bazie kompozycji: "War On E - Forbidden Archaeology (Opus 2.2)" Andrzeja Kielara.

## Premiera i akcje artystyczne związane z drugą częścia cyklu „Forbidden Archaeology” Teatru Tworzenia
- Pierwszy singiel cyfrowy pochodzący z albumu zatytułowany „last exit for the lost (nibiru space stop no 5 – version)” zapowiadający drugą część cyklu „Forbidden Archaeology” zatytułowaną: „lamentation for civilization (you choose which one...)” został zaprezentowany publicznie na kanale muzycznym You Tube 25 sierpnia 2024 roku[10].

## Recenzje i dodatkowe informacje
- W kompozycji 1.9 zatytułowanej: „a new… HOPE” wykorzystano główny temat z utworu „Child in Time” nagranego w 1969 roku przez zespół Deep Purple – skomponowanego przez R.Glovera, I.Paice, I.Gillana, R.Blackmore’a, J.Lorda. Motyw ten został zaaranżowany przez J. Pijarowskiego i zagrany na akordeonie przez Ryszarda Lubienieckiego.
- Oryginalny zapis tytułów utworów (nie uwzględniający angielskich zasad językowych) jest świadomym zabiegiem artystycznym opublikowanym przez autora na okładce wydawnictwa[11].
- Płyta miała oficjalną premierę 14.09.2024 roku z okazji rocznicy potwierdzenia obserwacji oraz rejestracji fal grawitacyjnych.  Muzycy zinterpretowali w formie akustycznej fale grawitacyjne odpowiadające ogólnej teorii względności[12].
- Recenzja Sebastiana Chosińskiego w serwisie ESENSJA [13].